# Paradox (film, 2016)
Ne doit pas être confondu avec Paradoxe (film) (2016).
Pour les articles homonymes, voir Paradox.
Pour plus de détails, voir Fiche technique et Distribution.
Paradox est un thriller fantastique américain écrit et réalisé par Stevo Chang et Fran Ervin, sorti en 2016.

## Synopsis
Le jeune physicien Dylan Brandt ne se remet pas de la mort de son épouse, tuée dans un accident par un chauffeur de camion vêtu  d'un sweatshirt à capuche noir, qui a pris la fuite. Dans l'espoir de retrouver sa femme, Dylan construit une machine qui lui permet d'entrer dans un monde parallèle. Le transfert réussit, et Dylan découvre qu'il est à présent immortel. Il retrouve son épouse et l'observe de loin. Elle parle avec un homme vêtu  d'un sweatshirt à capuche noir.

## Fiche technique
- Titre original : Paradox
- Réalisation et scénario : Stevo Chang et Fran Ervin
- Musique : Chris Bragg
- Montage : Stevo Chang
- Photographie : Stevo Chang
- Production : Brian Ahn, Stevo Chang, Fran Ervin
- Société de production : Organized Chaos Films
- Pays de production :  États-Unis
- Langue originale : anglais
- Format : couleur (Technicolor)
- Genre : thriller, fantastique, science-fiction
- Durée : 103 minutes
- Date de sortie : États-Unis : 1er novembre 2016

## Distribution
- Thomas Blankenship : Dylan Brandt
- Michael Toshiyuki Uno : Dr Yamamoto
- Holly Rone : Andra Brandt
- John Folds : l'armurier

## Analyse

### Intrigue
L'intrigue comprend plusieurs boucles temporelles, un sujet récurrent au cinéma. D'ordinaire, un scenario incluant des boucles temporelles se concentre sur la manière d’en sortir, tels Un jour sans fin, Timecrimes, Coherence, Triangle, Edge of Tomorrow. Ce n'est pas le cas de ce film.